# تدرج أقرن
تَدْرُج آسيويّ أو تَدْرُج هنديّ أو تَدْرُج أقرن أو تراغوبان (الاسم العلمي: Tragopan)، جنس طيور من الفصيلة التدرجية، أنواعه خمسة، سُمّيت بالتدارج القرناء لأن الذكور لديهم قرنان سميكان على رؤوسهم، يمكن أن تنتصب تلك القرون خلال عروض المغازلة. عادةً ما تعشش التدارج القرناء في الأشجار وهي فريدة من نوعها بين التدرجيات. يشير الاسم العلمي إلى قرونها، من tragos التي تعني التيس.

## معرض صور

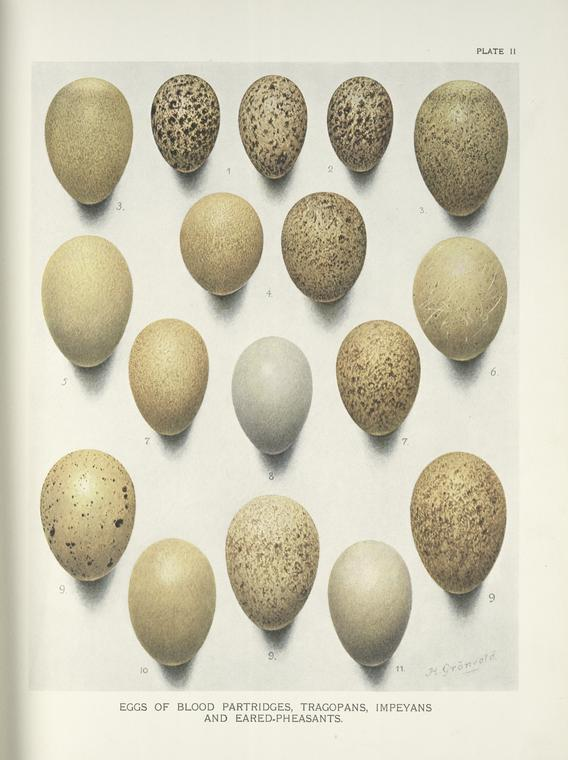
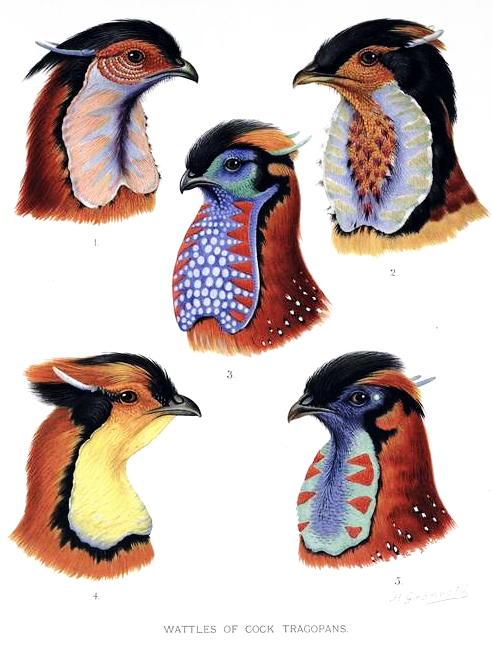
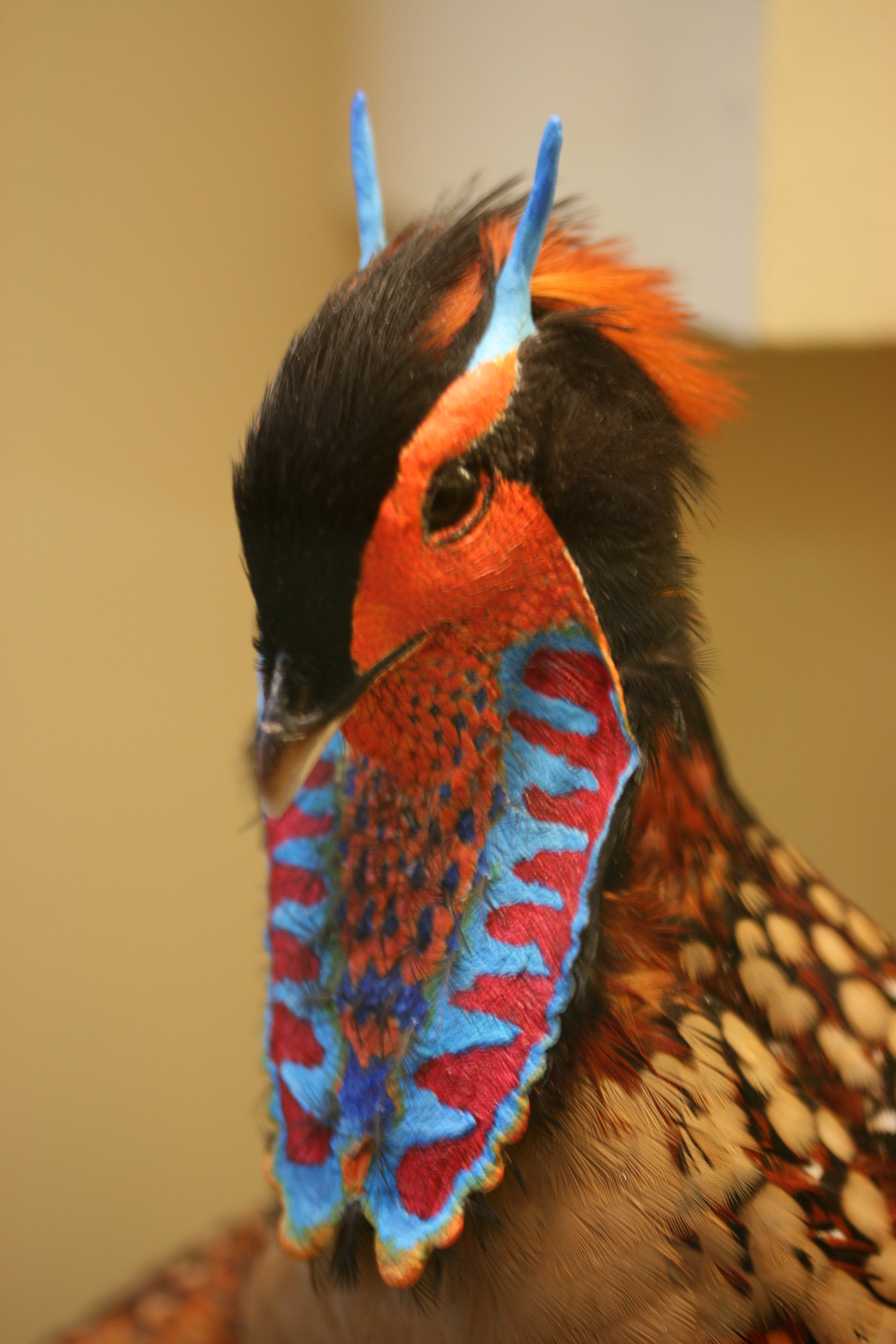